# Philippe Pétain
Henri Philippe Benoni Omer Joseph Pétain (Cauchy-à-la-Tour, 24 de abril de 1856 – Île d'Yeu, 23 de julho de 1951), geralmente apelidado de Marechal Pétain, e, em seu país de origem O Leão de Verdun, foi um oficial general francês que alcançou a distinção de Marechal da França e posteriormente atuou como chefe de estado da França de Vichy, de 1940 a 1944. Pétain, que tinha 84 anos em 1940, tornou-se o mais velho chefe de estado da França. Hoje, ele é considerado por muitos como um colaborador nazista, o equivalente francês de seu contemporâneo Vidkun Quisling, na Noruega.
Durante a Segunda Guerra Mundial, com a queda iminente da França em junho de 1940, Pétain foi nomeado primeiro-ministro da França pelo presidente Lebrun, em Bordeaux, e o gabinete resolveu fazer a paz com a Alemanha. O governo inteiro posteriormente se moveu brevemente para Clermont-Ferrand, depois para a cidade termal de Vichy, no centro da França. Seu governo votou em transformar a desacreditada República Francesa no chamado Estado Francês, um regime autoritário alinhado com a Alemanha nazista.
Após a guerra, Pétain foi julgado e condenado por traição, e sujeito à degradação militar. Ele foi originalmente condenado à morte, mas por causa de sua liderança militar excepcional na Primeira Guerra Mundial, particularmente durante a Batalha de Verdun, foi reconhecido como um herói nacional da França e teve sua sentença comutada para prisão perpétua. Cumpriu sua pena na prisão de Île d'Yeu, uma ilha ao largo da costa do Atlântico. Acabou morrendo na prisão em Forte de Pierre de Levée, em 1951. Foi enterrado num cemitério próximo à prisão.

## Infância e educação

### Juventude e família
Pétain nasceu em Cauchy-à-la-Tour (no departamento de Pas-de-Calais, no norte da França) em 1856. Seu pai, Omer-Venant, era um fazendeiro. Seu tio-avô, um padre católico, o abade Lefebvre, serviu na Grande Armée de Napoleão e contou ao jovem Pétain relatos de guerra e aventura de suas campanhas da península da Itália aos Alpes na Suíça. O jovem Pétain foi muito impressionado pelos contos de seu tio.

### Vida pessoal
Pétain foi solteiro até os sessenta anos, e famoso por ter muitas amantes durante sua vida. Quando começou a Batalha de Verdun, ele teria sido buscado durante a noite em um hotel de Paris, por um oficial da equipe que sabia com qual amante poderia ser encontrado. Após a guerra, Pétain casou-se com uma antiga amante, Eugénie Hardon (1877-1962), "uma mulher particularmente bonita", em 14 de setembro de 1920. Eles permaneceram casados até o fim da vida de Pétain. O casal não teve filhos.

## Carreira militar
Pétain se juntou ao exército francês em 1876 e frequentou a Academia Militar de Saint Cyr em 1887 e a École Supérieure de Guerre em Paris. Entre 1878 e 1899 ele serviu em várias guarnições com diferentes batalhões dos Chasseurs à pied, a infantaria leve de elite do Exército francês. Posteriormente, alternou entre cargos burocráticos e atribuições regimentais.
A carreira de Pétain progrediu lentamente, ao rejeitar a filosofia do exército francês do assalto furioso de infantaria, argumentando que "o poder de fogo mata". As suas opiniões mais tarde se mostraram corretas durante a Primeira Guerra Mundial. Ele foi promovido a capitão em 1890, e chefe de batalhão em 1900. Ao contrário de muitos oficiais franceses, ele serviu principalmente na França continental, nunca na Indochina Francesa ou em nenhuma das colônias africanas, embora tenha participado da Campanha do Rif, no Marrocos. Como coronel, ele comandou o 33º Regimento de Infantaria em Arras a partir de 1911; o jovem tenente Charles de Gaulle, que serviu sob seu comando, escreveu mais tarde que Pétain o ensinara a "arte do comando". Na primavera de 1914, ele recebeu o comando de uma brigada (ainda com o cargo de coronel). No entanto, com 58 anos e tendo sido informado de que nunca se tornaria um general, Pétain comprara uma casa para aposentadoria.

### Primeira Guerra Mundial

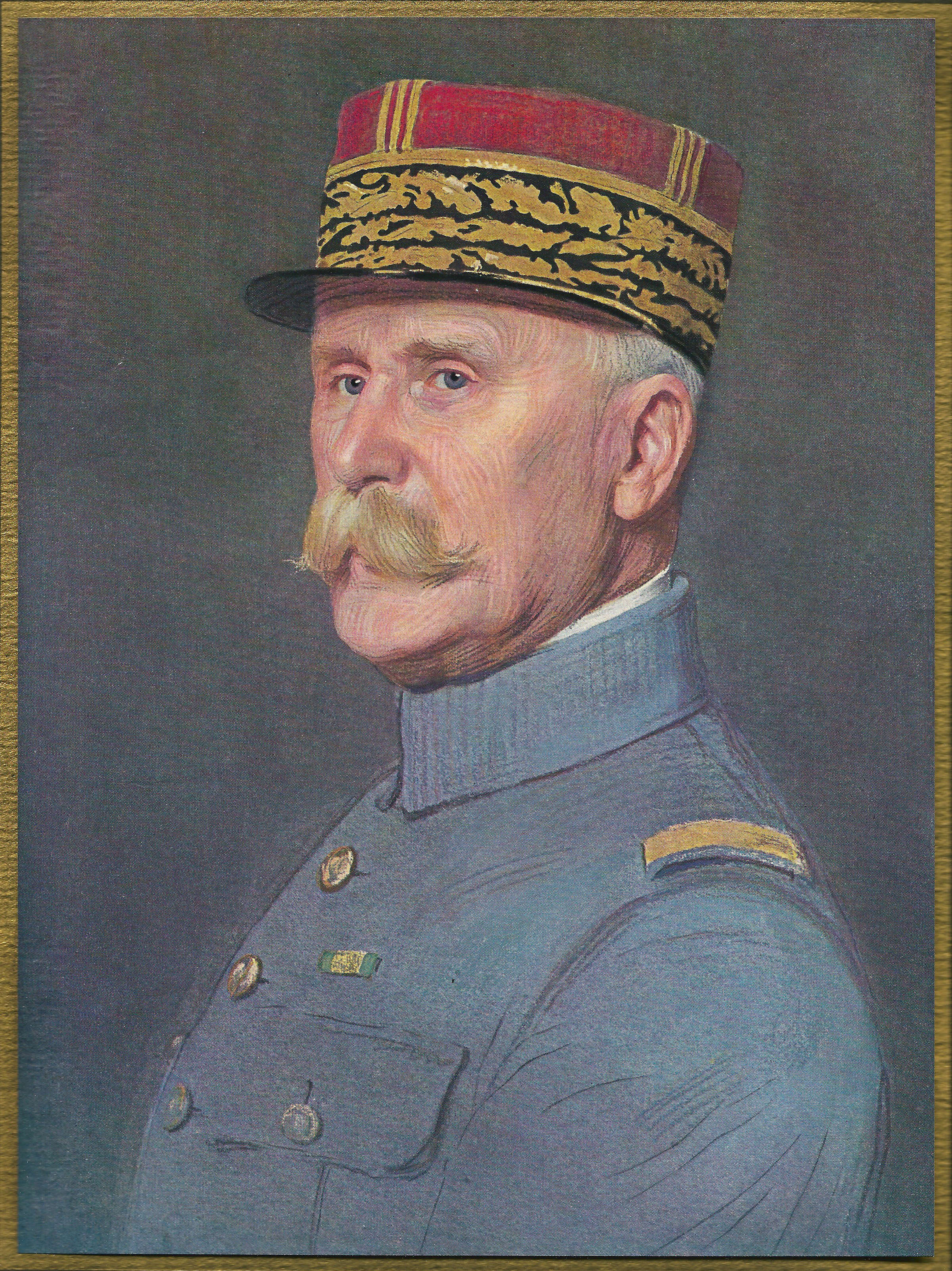
O Marechal Pétain.

Desde o início da guerra, ele se distinguiu na Bélgica à frente de uma brigada de infantaria. Neste momento, ele foi nomeado general. Suas ações militares eram brilhantes e tinham a distinção de evitar baixas a todo custo, o que lhe valeu o reconhecimento de suas tropas. À frente do II Exército francês, ele interveio na vitória do Champagne em setembro de 1915.
Em fevereiro de 1916, ele ordenou as tropas francesas em Verdun, e a vitória nessa batalha mereceria um grande carisma, embora a bravura de suas tropas fosse um fator decisivo para alcançar a vitória. Sua visão estratégica permitiu que ele entenda que o melhor soldado do mundo será derrotado se ele não for provisionado, evacuado em caso de sofrer lesões ou aliviado após um duro combate. Pétain tinha no seu exército um fornecimento contínuo através da Voie-Sacrée (uma rota estratégica entre Bar-le-Duc e Verdun), que tinha a substituição de tropas, ambulâncias, caminhões de munição e refrescos, que seria chamado de Sistema de Feedback de Roda de Carroferris. Consciente da importância da aviação na luta, Pétain criou em 1916 a primeira divisão do lutador aéreo para limpar o céu de Verdun. De agora em diante, aos olhos de todos, ele será o "vencedor de Verdun".
Em 1917, o general Robert Georges Nivelle assumiu o comando do exército francês, enquanto Joseph Joffre era o comandante da Frente Nordeste. O general Pétain, entretanto, foi nomeado chefe do Estado-Maior, um posto criado especificamente para ele. Ele era então oponente de Nivelle, cujas ações contrastavam com o cuidado nas vítimas que Pétain tanto buscava. Em meados de abril de 1917, na batalha de Chemin des Dames, o exército francês teve um número de mortos de 100 mil. Embora o francês tenha vencido, o descontentamento foi geral, provocando uma série de distúrbios em várias unidades. Antes da situação séria, Nivelle foi retirado da posição, e Pétain assumiu como o novo comandante em chefe das Forças Armadas francesas. Imediatamente ele começou a melhorar as condições de vida dos soldados, pôr fim às ofensas mal preparadas e condenou os tumultos. Apenas uma pequena minoria dos amotinados foram abatidos apesar das demandas dos políticos. Em outubro de 1917, ele retomou o Chemin des Dames dos alemães, com ofensivas que eram bastante econômicas na perda de vidas. Alguns refutaram o título mítico de "vencedor de Verdun" e consideraram que a reputação de Pétain era principalmente devido à sua influência no moral dos combatentes, graças às suas medidas "humanitárias" e à sua vontade de evitar ofensas inúteis, em vez de sua qualidades militares. Entre eles estavam Joffre, Foch e Clemenceau, que viram um sinal de derrotismo na extrema cautela de Pétain.
No início de 1918, Pétain estava envolvido no retorno de Foch, que havia sido apartado do poder junto com Nivelle. A partir daí, ele seria responsável pela coordenação de todas as tropas aliadas, onde Foch atuaria como comandante supremo. Em outubro de 1918, Pétain preparou uma grande ofensiva que levaria as tropas franco-americanas ao território alemão. Programado para 13 de novembro, a ofensiva não ocorreu e Clemenceau e Foch aceitaram o armistício proposto pela Alemanha. Após a vitória na guerra, Pétain foi elevado à patente de Marechal da França em 19 de novembro de 1918. Ele recebeu o bastão de marechal no dia 8 de dezembro daquele ano, na cidade de Metz.

### Período entreguerras
Em 1919, Pétain foi eleito membro da Academia de Ciências Morais e Políticas. Em 14 de setembro de 1920, quando tinha 64 anos, casou-se com Eugenie Hardon, com quem ele não teria prole. As tropas francesas sob Pétain, em colaboração com a Espanha (250 mil homens no total), realizaram uma campanha em Marrocos entre 1925 e 1926 contra as forças de Abd el-Krim, chefe da efêmera República do Rif. As tropas franco-espanholas conseguiram sair vitoriosas, graças, em parte, ao uso de armas químicas.[carece de fontes?] Em 20 de junho de 1929 foi eleito eleito por unanimidade na Academia Francesa, onde substituiria o Mareshal Foch.
Em 9 de fevereiro de 1934, ele foi nomeado Ministro da Guerra no governo de Gaston Doumergue, cargo que ocuparia até a mudança de gabinete em 8 de dezembro de 1934. É nesse momento que Pétain goza de maior popularidade. Enquanto Hitler começa o rearmamento da Alemanha, em Paris, o orçamento militar é reduzido. Esta curta experiência em um ministério o induziu em erro com o parlamentarismo, e ele rejeitaria qualquer oferta subseqüente. Posteriormente, presidiu o Conselho Superior de Guerra, onde prevaleceria a política de guerra defensiva, e rejeitaria as propostas de guerra ofensiva, como, por exemplo, as do então coronel Charles de Gaulle, que recomendavam a concentração de carros dentro das divisões blindadas. Os governos do final da década de 1920, por instigação das maiores autoridades militares, dedicaram grandes esforços orçamentários à construção de linhas de defesa.
Em 2 de março de 1939, Pétain foi nomeado embaixador da França na Espanha. Em 20 de março desse ano, apresentou suas credenciais ao general Francisco Franco, chefe do Estado espanhol, que residia então em Burgos, já que a Guerra Civil Espanhola ainda não havia terminado oficialmente. Em nome da aproximação diplomática entre a França e a Espanha, Franco pediu-lhe que supervisionasse a repatriação a Madrid das reservas de ouro do Banco de Espanha e das telas do Museu do Prado que a antiga República Espanhola transferiu para proteção francesa durante a guerra.

### A primavera de 1940
Ver Gabinete Pétain

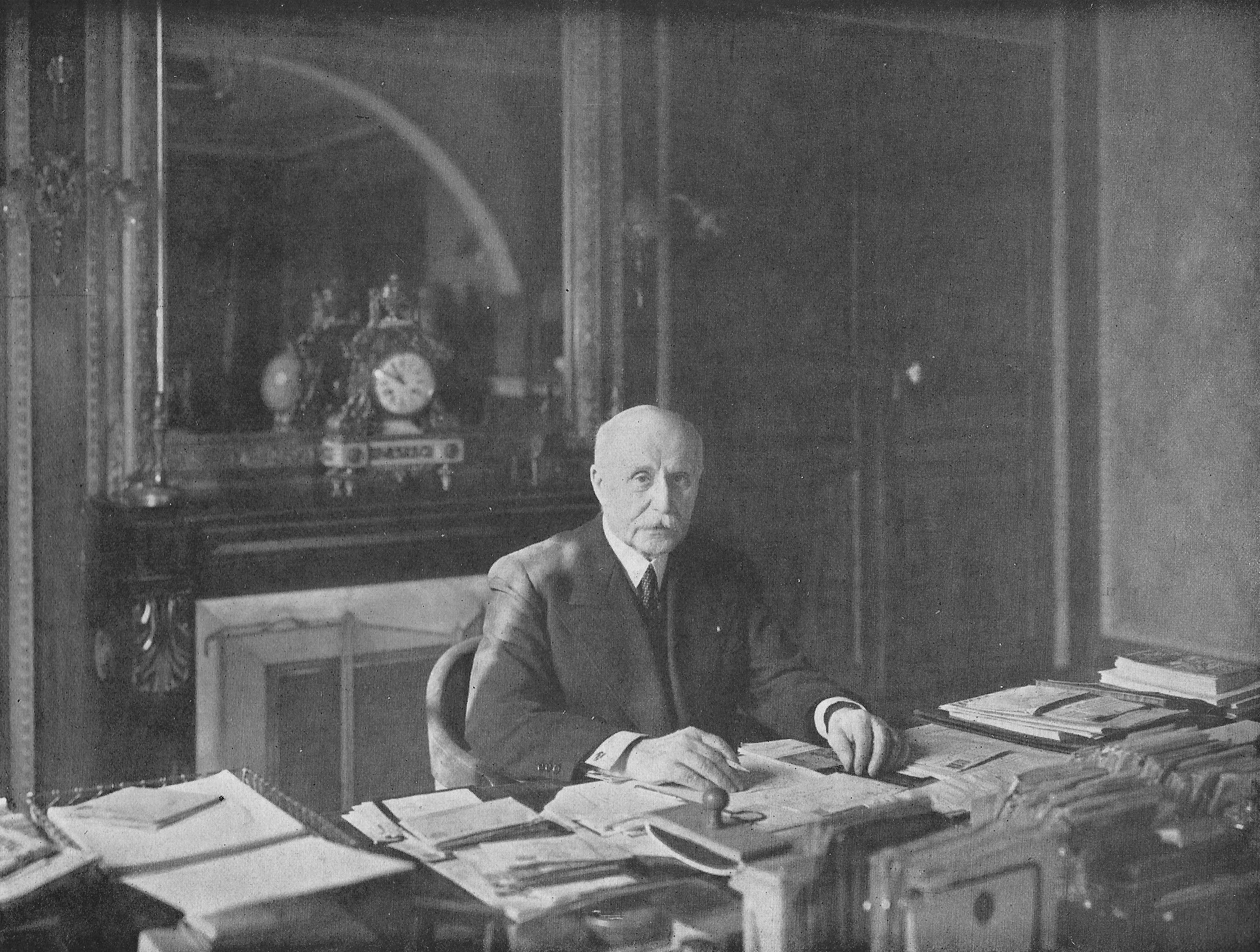
Pétain em 1940.

Em 17 de maio de 1940, foi nomeado vice-presidente do Conselho no governo de Paul Reynaud. Em 14 de junho, Paris foi assumida e ocupada pelas tropas da Wehrmacht. O governo, o presidente da República e as assembléias se refugiaram em Bordéus. Desde a sua chegada ao governo, Pétain tornou-se um dos advogados mais fortes a favor de um armistício. Em 16 de junho, Reynaud apresentou sua renúncia ao Governo e sugeriu, apoiado pelos presidentes do Senado e Câmara dos Deputados, confiar a presidência do Conselho ao marechal Pétain, uma eleição que seria aprovada pelo presidente Albert Lebrun.
Em 17 de junho, com o conselho do chefe de gabinete, o general Maxime Weygand, Pétain anunciou sua intenção de solicitar o armistício, que foi assinado em 22 de junho de 1940 em Rethondes, depois de ter sido aprovado pelo Conselho de Ministros e pelo Presidente da República. Em 29 de junho, o governo se instalou na cidade de Vichy, uma área não ocupada pela Wehrmacht. Pierre Laval é o personagem que mais insistiu no estabelecimento do governo nessa cidade, a fim de evitar o refúgio em Lyon ou Toulouse, velhos bastiões da esquerda. A cidade de Vichy apresentou as vantagens de ter uma rede telefônica bastante eficiente e um grande número de hotéis, que seriam requisitados para abrigar os diferentes ministérios e embaixadas.
Em 10 de julho, uma lei "constitucional" foi aprovada nas duas câmaras reunidas na Assembleia Nacional no cassino de Vichy. A lei deu ao marechal Pétain todos os poderes governamentais e buscava a promulgação de uma nova Constituição, que nunca veria a luz. O Estado francês permaneceria durante todo o mandato de Pétain como um governo provisório, de fato. A constitucionalidade desta reforma foi questionada por muitas razões, incluindo o fato de que a Constituição Francesa não pode ser modificada sob a ameaça direta de um inimigo. Acima de tudo, a separação de poderes referida na Constituição de 1875 não foi respeitada e os diferentes poderes caíram sobre uma pessoa.

## O Regime de Vichy
Contando com a reputação do "vencedor de Verdun", o regime colaboracionista decidiu explorar o prestígio do marechal Pétain e começou a espalhar um culto à personalidade do novo líder: as fotos do marechal aparecem nas janelas de todos os negócios, nas paredes da cidade, em todos os escritórios administrativos, bem como em todas as instituições educacionais e organizações juvenis. As liberdades públicas foram suspensas, assim como os partidos políticos, e todos os sindicatos foram unidos em uma organização de corporativismo do trabalho, enquanto surgiram jurisdições excepcionais.
O regime de Vichy pretendia realizar uma "Revolução Nacional", embora seus princípios contradizem os da Revolução Francesa de 1789. O lema do regime era "Trabalho, Família, Pátria" (em francês: Travail, Famille, Patrie). Em seus desejos para a restauração da França, o governo criou em pouco tempo, sob a direção do general Joseph de La Porte du Theil, campos de treinamento juvenil, que mais tarde se tornariam as pedreiras da juventude francesa. A ideia era reunir toda uma geração de franceses e, através de uma vida de formação, inculcar os valores morais do novo regime. Ao mesmo tempo, o serviço militar foi abolido. No campo econômico, são implementados outros meios de controle, como os comitês profissionais de organização e distribuição, que tinham poder jurisdicional sobre seus membros e um poder de distribuição de matérias-primas, o que representava uma força capital no contexto de restrições generalizadas que significavam a Segunda Guerra Mundial. Paralelamente ao desenvolvimento de um poder centralizado, o marechal dedicou-se à "revolta da França", que incluía a repatriação de refugiados, a desmobilização, o sistema de abastecimento, a manutenção da ordem e a unidade nacional. Pétain mostrou-se como o garantidor do respeito da Alemanha pelas convenções de armistício. Várias medidas foram tomadas para organizar o regime, como a criação de um Ministério da Reconstrução, a unificação da licença de construção e uma política familiar. Fumar foi banido nas salas de exposição e o Dia das Mães foi estabelecido.
Em outubro de 1940 e sem Berlim, leis de exclusão contra judeus foram promulgadas precipitadamente, o que seria endurecido no ano seguinte. As leis também excluíram os franceses da "raça judaica" (determinada pela religião de seus pais) da participação em atividades públicas e administração. Também tentou limitar o número de estudantes judeus nas universidades, uma medida que foi rejeitada por grande parte da comunidade universitária. Durante o período do armistício, foi criada a "Legião dos Combatentes Francesa", a que se somariam os "Amigos da Legião" e os "Cadetes da Legião". A Legião foi fundada por Xavier Vallat em 29 de agosto de 1940 e foi presidida pelo marechal Pétain. Para o regime de Vichy, a nova Legião deve servir como ponta de lança da Revolução Nacional e do próprio regime.
No coração desta Legião foi constituído um Serviço da Ordem Legionária, que seria dedicado imediatamente à colaboração com Berlim. Comandado por Joseph Darnand, herói da Primeira Guerra Mundial e campanha de 1940, este órgão se torna janeiro de 1943 na milícia francesa. No final da guerra, quando Vichy se tornou definitivamente um regime a serviço dos alemães, uma parte da Milícia (que tem cerca de 30 mil homens) participa ativamente da luta contra a Resistência, com o apoio público do marechal Pétain e Pierre Laval, seu presidente oficial.

### Colaboração com a Alemanha Nazista

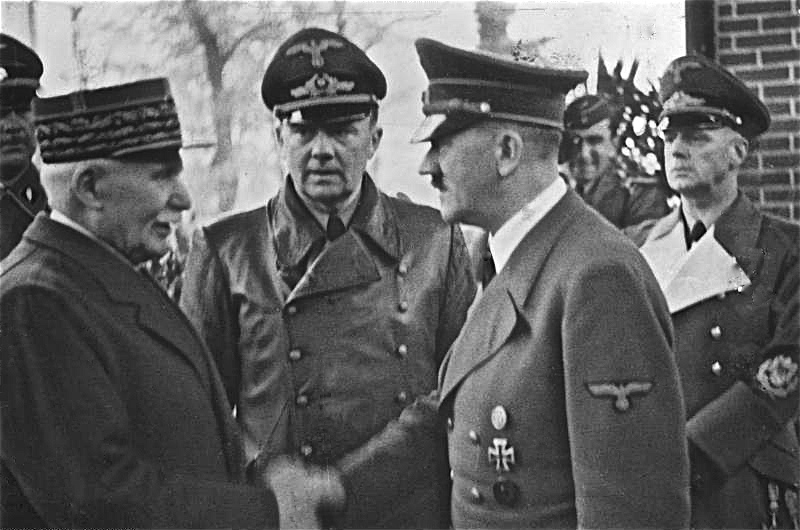
Pétain se encontrando com Adolf Hitler, ao final de 1940.

Em sua política externa, Pétain, após três meses de permanecer oficialmente neutro entre o Eixo e os Aliados, através de um endereço de rádio emitido em 30 de outubro de 1940, preferiu uma política de colaboração com o Eixo e, particularmente, com Alemanha. Mesmo dependendo fortemente desse país, a obediência ao regime de Vichy foi garantida pela detenção de cerca de dois milhões de prisioneiros (em campos de concentração ou usado como força de trabalho). Pétain evitou apoiar Hitler entrando na guerra com o Eixo, como o Führer pretendia e pediu-lhe na entrevista que tiveram em Montoire, em 24 de outubro de 1940.
Mesmo assim, a colaboração do regime foi especialmente notável em sua cumplicidade com o Holocausto: 149 mil judeus, cidadãos franceses, foram deportados sob suas ordens e apenas 10% retornaram. Essa colaboração teve várias consequências. O marechal evitou protestos contra as extorsões do invasor alemão e seus auxiliares franceses, bem como contra a anexação, ao contrário da convenção de armistício, Alsace-Lorraine e Moselle pela Alemanha. No entanto, Pétain condenou os "crimes terroristas" do bombardeio da Resistência ou Aliado em alvos civis, além de encorajar membros da Legião dos Voluntários franceses que lutaram na URSS em uniforme alemão. Quando os Aliados desembarcaram na África do Norte em 8 de Novembro de 1942, Pétain deu a ordem para lutar contra seus generais, estabelecidos na Argélia e Marrocos, e as tropas francesas estacionadas lá travaram três dias de luta sangrenta contra as tropas dos anglo-saxões.

### O fim
A dissidência da maior parte do império colonial francês, a ocupação alemã da "zona livre", a auto-libertação da frota francesa em Toulon em 27 de novembro de 1942 e a dissolução do Exército do Armisticio fizeram Vichy perder seus últimos triunfos na frente para os alemães. Mantendo sua política colaboracionista, Pétain perdeu grande parte da popularidade que desfrutou em 1940 e a Resistência se intensificou apesar do aperto da repressão: 70 mil presos nas prisões do regime, cujos juízes emitiram 10 000 sentenças de morte.
Em 20 de agosto de 1944, o marechal Pétain foi levado contra sua vontade a Sigmaringen (Alemanha), onde os dignitários de seu regime se refugiaram. Longe de renunciar, enviou uma carta aos franceses, onde se autoproclamou "Chefe Moral da França". Em 24 de abril de 1945, ele decidiu atravessar a fronteira com a Suíça e depois se render às autoridades francesas, o que aconteceu em 26 de abril de 1945.

## Vida pós-guerra
Charles de Gaulle escreveu, mais tarde, que a decisão de Pétain de retornar à França para enfrentar seus acusadores pessoalmente era "certamente corajosa". O governo provisório liderado por De Gaulle colocou Pétain em julgamento, que teve lugar de 23 de julho a 15 de agosto de 1945, por traição, por colaborar com os nazistas. Vestido no uniforme de um marechal da França, Pétain permaneceu em silêncio durante a maioria dos procedimentos após uma declaração inicial que negou o direito do Tribunal Superior, na sua forma constituída, de julgá-lo. O próprio De Gaulle criticou o julgamento, afirmando: "Muitas vezes, as discussões assumiram a aparência de um julgamento partidário, às vezes até uma liquidação de contas, quando todo o caso deveria ter sido tratado apenas do ponto de vista da defesa nacional e da independência".
No final do julgamento de Pétain, ele foi condenado por todas as acusações. O júri condenou-o à morte por uma maioria de um voto. Devido à sua idade avançada, o Tribunal pediu que a sentença não fosse realizada. De Gaulle, presidente do Governo Provisório da República Francesa no final da guerra, comutou a sentença em prisão perpétua devido à idade de Pétain e suas contribuições militares na Primeira Guerra Mundial. Após sua condenação, o Tribunal despojou Pétain de suas patentes militares e honras, salvo pela distinção de Marechal da França.
Com medo de revoltas no anúncio da sentença, De Gaulle ordenou que Pétain fosse imediatamente transportado no avião privado do antigo para o Forte du Portalet, nos Pireneus, onde permaneceu de 15 de agosto a 16 de novembro de 1945. O governo, mais tarde, o transferiu para o Forte de Pierre-Levée, na Île d'Yeu, uma pequena ilha ao largo da costa atlântica francesa.

### Prisão e morte
Ao longo dos anos seguintes, os advogados de Pétain e muitos governos e dignitários estrangeiros, incluindo a Rainha Maria e o Duque de Windsor, apelaram para sucessivos governos franceses para a libertação de Pétain — mas dado ao estado instável da política da Quarta República, nenhum governo estava disposto a arriscar a impopularidade libertando-o. Já em junho de 1946, o presidente dos EUA, Harry Truman, intercedeu em vão por sua libertação, mesmo oferecendo para fornecer asilo político nos EUA. Uma tentativa similar foi feita posteriormente pelo ditador espanhol Francisco Franco.
Apesar de Pétain ainda ter estado em boa saúde por sua idade no momento de sua prisão, no final de 1947, seus lapsos de memória estavam piorando e ele estava começando a sofrer de incontinência e às vezes já não reconhecendo sua esposa. Em janeiro de 1949, seus intervalos lúcidos eram cada vez menores. Em 3 de março de 1949, uma reunião do Conselho de Ministros (muitos deles "autoproclamados heróis da Resistência" nas palavras do biógrafo Charles Williams) teve um argumento feroz sobre um relatório médico que recomendava que ele fosse transferido para Val-de-Grâce (um hospital militar em Paris), uma medida com a qual o primeiro-ministro Henri Queuille simpatizava. Em maio, Pétain exigia cuidados de enfermagem constantes e ele sofria de alucinações. No final de 1949, Pétain estava completamente senil, com apenas momentos ocasionais de lucidez. Ele começou a sofrer de problemas cardíacos e já não podia andar sem assistência. Foram feitos planos para sua morte e funeral.
Em 8 de junho de 1951, o presidente Vincent Auriol informou que Pétain tinha pouco tempo de vida, comutou sua sentença ao confinamento no hospital (a notícia foi mantida em segredo até as eleições de 17 de junho), mas, em seguida, Pétain estava doente demais para se mudar. Ele morreu em Île d'Yeu em 23 de julho de 1951, aos 95 anos, e foi enterrado no cemitério de Port-Joinville, próximo da prisão.
Seu ex-protegido Charles de Gaulle escreveu mais tarde que a vida de Pétain foi "sucessivamente banal, então gloriosa, então deplorável, mas nunca medíocre".